# Miconia firma
Miconia firma är en tvåhjärtbladig växtart som beskrevs av James Francis Macbride. Miconia firma ingår i släktet Miconia och familjen Melastomataceae. Inga underarter finns listade i Catalogue of Life.